# Abasja (vattendrag)
Abasja (georgiska: აბაშა) är ett vattendrag i Georgien. Det ligger i regionen Megrelien-Övre Svanetien, i den västra delen av landet.